# Where The Light Is: John Mayer Live in Los Angeles
Where the Light Is: John Mayer Live in Los Angeles, ofte forkortet Where the Light Is, er et live album og en koncert film af den amerikanske blues-rock musiker John Mayer. Koncerten fandt sted den 8. december, 2007 i L.A. Live Nokia Theatre, Los Angeles, Californien, under hans salgsfremmende turné for sit 3. studiealbum Continuum, hvorefter albummet blev udgivet den 1. juli, 2008.